# Dompierre-du-Chemin
Dompierre-du-Chemin korábbi község Franciaországban, Ille-et-Vilaine megyében. Lakosainak száma 544 fő (2018. január 1.). Dompierre-du-Chemin Luitré, Châtillon-en-Vendelais, Parcé és Princé községekkel határos.
2019. január 1-jén Luitré korábbi községgel egyesült és az így létrejött Luitré-Dompierre új község része lett.

## Népesség
A település népességének változása:
| Lakosok száma | 443  | 430  | 491  | 470  | 532  | 560  | 583  | 578  | 556  | 544  |
|               | 1968 | 1975 | 1982 | 1999 | 2006 | 2011 | 2013 | 2016 | 2017 | 2018 |